# Ministerie van Buitenlandse Zaken (Denemarken)
Het Deense ministerie van Buitenlandse Zaken (Deens: Udenrigsministeriet) is het departement dat de internationale betrekkingen behartigt van het Koninkrijk Denemarken, dat Denemarken, de Faeröer en Groenland omvat.
Het ministerie is gevestigd in de wijk Christianshavn in de binnenstad van Kopenhagen.